# Atanasio, affari di Colonia
Atanasio, affari di Colonia (in lingua tedesca: Athanasius) è un saggio scritto dal tedesco Johann Joseph von Görres nel 1838 e pubblicato in italiano in territorio svizzero, a Lugano, nel 1839 da un traduttore anonimo, vicino comunque alla rivista politico-letteraria "Il cattolico".

## Occasione

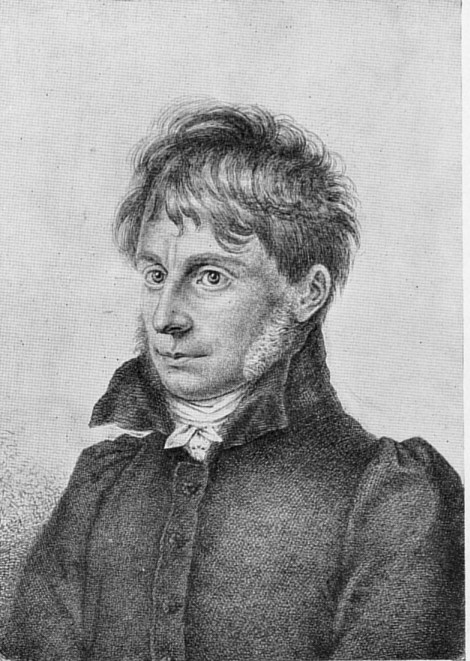
Ritratto di Joseph Görres, l'autore

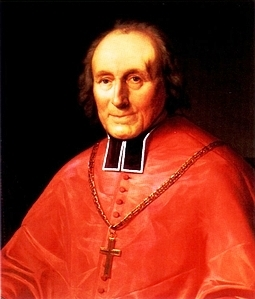
Clemens August Droste zu Vischering, il protagonista

Il saggio nacque dall'intervento polemico di Görres, storico e pubblicista liberale romantico tedesco, nel conflitto sorto fra il Governo prussiano di Federico Guglielmo III e l'arcivescovo di Colonia, Droste-Vischering, per la questione dei matrimoni misti fra cattolici e protestanti. L'arcivescovo, infatti, si opponeva alla celebrazione religiosa dei matrimoni misti, a meno che entrambi gli sposi non avessero preventivamente garantito l'educazione cattolica dei figli, in accordo al Breve apostolico di Pio VIII del 25 marzo 1830. Il predecessore di Droste-Vischering all'arcidiocesi di Colonia, von Spiegel, invece, il 19 giugno 1834 aveva sottoscritto un accordo col il ministro prussiano a Roma Bunsen, favorevole alla celebrazione senza riserve di questi matrimoni da parte di un sacerdote cattolico. Per stroncare l'opposizione di Droste-Vischering, Federico Guglielmo III di Prussia ordinò l'arcivescovo fosse imprigionato. L'ordine fu eseguito la sera di 20 novembre 1837, e Clemens August fu trasportato nella fortezza di Minden. Sotto l'impressione immediata di questi eventi, Görres scrisse di getto il libro a favore di Droste-Vischering e dell'Ultramontanismo, in sole quattro settimane: uscì infatti nel gennaio del '38 e fu ripubblicato altre tre volte nei mesi seguenti, ogni volta con l'aggiunta di nuovi documenti. L'edizione in italiano di Lugano è basata sulla seconda edizione tedesca.

## Il saggio
L'opera, giudicata un capolavoro della polemica religiosa, tratta dei rapporti fra Stato e Chiesa e propone un programma di azione. Görres parteggia apertamente per Droste-Vischering, un austero prelato, poco popolare, ma inflessibile assertore dei diritti della Chiesa e dell'inviolabilità delle leggi ecclesiastiche, tanto da essere imprigionato come un criminale comune su decisione delle autorità statali. Droste-Vischering ricorda a Görres sant'Atanasio, il vescovo che, per la sua incrollabile fedeltà ai princìpi della Chiesa di fronte a tutto e a tutti (è detto Athanasius contra mundum, ossia "Atanasio contro il mondo"), passò diciassette anni in esilio: da qui il titolo dell'opera di Görres.
Nella prima parte del libro, Görres esamina (e respinge) le accuse degli avversari; nella seconda parte ricerca l'origine del dissidio fra Chiesa e Stato. Sotto l'apparente tolleranza, denuncia Görres, sono ricominciate le persecuzioni. Görres identifica la nuova deità pagana nello stato prussiano, l'incarnazione terrena dell'Io assoluto hegeliano. Nelle edizioni successive, Görres propone fra l'altro a coloro che lo hanno criticato, la convocazione di un concilio ecumenico anticattolico, e detta lui stesso il nuovo credo hegeliano da presentare all'assemblea conciliare. Per Görres occorre esser pronti al sacrificio, anche della vita, occorre per l'avvenire spingere i figli alla lotta, che in futuro diverrà sempre più aspra di generazione in generazione.

## Edizioni
- Johann Joseph von Görres, Atanasio, affari di Colonia, I ed., Tipografia Veladini e comp., 1839,  pp. VII+266.